# Z világháború
A Z világháború (eredeti cím: World War Z) 2013-ban bemutatott 116 perces brit-amerikai akciófilm. Az alkotás Max Brooks A zombi világháború története című regényéből készült, Marc Forster rendezésében.

## Történet
|  | Alább a cselekmény részletei következnek! |

Egy átlagosnak induló napon Gerald "Gerry" Lane (Brad Pitt), az ENSZ egykori munkatársa a családjával egy autóban indul útnak. Lassan haladtak előre a csúcsforgalomban, és hamarosan arra lesznek figyelmesek, hogy emberek – őrült módon – egymásra támadnak. Az amerikai nagyvárosban kitör a káosz, rövidesen az is kiderül, hogy halálos járvány ütötte fel a fejét. Az agresszív, támadó élőhalottá válás harapás útján terjedt. A globális méretűvé váló zombijárvány azzal fenyegetett, hogy elpusztítja az egész emberiséget. Lane az amerikai flotta egyik hajóján biztonságba helyezi a családját, majd enged a rábeszélésnek (zsarolásnak), hogy visszatérve a munkájához találja meg a járvány kiindulópontját, és megoldást a zombi fertőzés megállítására, elfojtására a világban. Először Dél-Koreába utaznak egy fiatal virológussal és egy különlegesen kiképzett egységgel együtt. Az itt kapott információkat felhasználva Jeruzsálembe vezet Lane útja, ahol egy hatalmas fallal védekeznek a zombiapokalipszis ellen. A zsidó hírszerzés korábban lehallgatta az indiai hadsereg egyik belső üzenetét, amely egy vérengző démon elleni harcról szólt. Ezért tudtak megelőző lépéseket tenni, és megakadályozni, hogy az élőhalottak bejussanak hozzájuk. A zombik hatalmas létszámban özönölve körülfolyják a várost, és egy idő után a fal sem jelent számukra akadályt. Gerry is gyorsan távozni kényszerül, a különgépe azonban nem várja meg a visszatérését, ám egy menetrendszerű járatra sikerül feljutnia egy sérült izraeli katonanővel, Segennel (Daniella Kertesz) együtt. Egy fertőzött azonban a gépre is feljut, ezért aztán a repülőgépet is elözönlik a zombik. Lane gránátot robbant a gépen, amitől az lezuhan Cardiff közelében. A súlyosan sérült férfi és Segen a katasztrófa ellenére is eljut az úti célként kitűzött helyre: a WHO kísérleti laboratóriumába, mert Lane-nek van egy ötlete a zombivírus kivédésére… 
|  | Itt a vége a cselekmény részletezésének! |

## Szereplők
| Szerep           | Színész                 | Magyar hang     |
| ---------------- | ----------------------- | --------------- |
| Gerry Lane       | Brad Pitt               | Stohl András    |
| Karen Lane       | Mireille Enos           | Zsigmond Tamara |
| Segen            | Daniella Kertesz        | Solecki Janka   |
| Rachel Lane      | Abigail Hargrove        | Koller Virág    |
| Thierry Umutoni  | Fana Mokoena            | Varga Rókus     |
| Tomas            | Fabrizio Zacharee Guido |                 |
| Constance Lane   | Sterling Jerins         |                 |
| Jason            | Eric West               |                 |
| Parajumper       | Matthew Fox             |                 |
| Speke            | James Badge Dale        |                 |
| Burt Reynolds    | David Morse             | Csuja Imre      |
| Jurgen Warmbrunn | Ludi Boeken             | Barbinek Péter  |